# Air (muziek)
Een air is een liedachtige vocale of instrumentale compositie. De term wordt ook toegepast bij verwisselbare melodieën in folksongs en ballades. Het is een variant op de muzikale liedvorm die in de opera, het oratorium en de cantate de aria wordt genoemd.

## Engelse luit-ayres
Aria's voor de luit verschenen tegen het eind van de zestiende eeuw aan het koninklijk hof in Engeland. Ze waren zeer populair tot in de jaren '20 van de zeventiende eeuw. De airs waren waarschijnlijk gebaseerd op de Italiaanse monodie en de Franse air de cour. Van oorsprong waren het liederen voor één stem (soms drie stemmen), begeleid door de luit. 
De populariteit van het genre begon met de publicatie van het First Booke of Songs or Ayres (in 1597) van John Dowland (1563–1626). Belangrijke mijlpaal in de ontwikkeling van het genre waren de Books of Airs (1601) van Thomas Campion (1567–1620) en Philip Rosseter (1568-1623), met meer dan honderd airs; de publicatie kende maar liefst vier herdrukken. Ook na de piek in publicaties van airs in de jaren '20 van de zeventiende eeuw werden er veel airs geschreven en uitgevoerd, met name tijdens maskerspelen.

## Barok en classicisme
In de achttiende eeuw schreven componisten instrumentale airs voor ensembles. Dit waren lyrische, liedachtige stukken, vaak één deel in een meerdelige compositie. Twee van de bekendste airs zijn van Johann Sebastian Bach (1685-1750): het tweede deel uit zijn Derde Orkestsuite in D-groot, BWV 1068, later bekend geworden als de Air on the G string, en het thema uit de Goldbergvariaties in G-groot, BWV 988 voor klavecimbel. Ook het vijfde deel van de suite in F-groot HWV 348 (deel van de Water Music) is een veelvuldig uitgevoerde air.